# 工农湖站
工农湖站是位于吉林省乾安县大布苏镇的一个铁路车站，邮政编码131401。车站建于1966年，有通让铁路经过该站，现办理客货运业务，车站及其上下行区间均未电气化。车站距离通辽站187公里，隶属沈阳铁路局，是四等站。